# Барбарусес, Коста
Коста Барбарусес (англ. Kosta Barbarouses, греч. Κώστας Βαρβαρούσης; род. 19 февраля 1990, Веллингтон) — новозеландский и греческий футболист, нападающий клуба «Веллингтон Феникс» и сборной Новой Зеландии.

## Карьера

### Клубная
Начинал заниматься футболом в колледже Святого Патрика в Веллингтоне, а также выступал за полупрофессиональные команды новозеландской Премьер-лиги «Мирамар Рейнджерс» и «Веллингтон Олимпик», после чего подписал контракт с ещё одним новозеландским клубом «Тим Веллингтон». 4 мая 2007 года в возрасте 17 лет подписал трёхлетний контракт с «Веллингтон Феникс», выступавшим в австралийской А-лиге, став самым молодым игроком команды. В А-лиге дебютировал 21 октября, выйдя на поле на 86-й минуте матча с «Сентрал Кост Маринерс» вместо Ахмада Эльриха. Свой первый мяч за «фениксов» забил 18 января 2009 года в игре с «Аделаидой Юнайтед», сравняв счёт на 31-й минуте. В феврале 2010 года подписал контракт, рассчитанный на три года, с «Брисбен Роар». Первую игру за новый клуб сыграл 8 августа против «Голд Кост Юнайтед». Вместе с командой Коста выиграл регулярный чемпионат, а затем и плей-офф турнира. С двенадцатью мячами он стал лучшим бомбардиром команды. 15 июля 2011 года подписал с владикавказской «Аланией» трёхлетний контракт, с возможностью продления ещё на два года. 9 августа дебютировал в Первенстве ФНЛ в матче с владимирским «Торпедо», выйдя на поле с первых минут и на 62-й минуте забив единственный мяч в игре.
Летом 2012 года отправился в годичную аренду в греческий «Панатинаикос». 7 августа 2013 года подписал трёхлетний контракт с австралийским «Мельбурн Виктори».
8 марта 2016 года было объявлено, что Барбарусес покинет команду в конце сезона и подпишет трёхлетний контракт с «Веллингтон Феникс» из его родного города. Но уже в июне 2017 года Барбарусес принял решение вернуться в «Мельбурн Виктори» и заключил с клубом двухлетний контракт.
7 июня 2019 года Барбарусес стал футболистом «Сиднея».
Летом 2022 года в третий раз вернулся в родной клуб.

### В сборных
Выступал за юниорские и молодёжные сборные всех возрастов. В составе юношеской сборной Новой Зеландии принимал участие в чемпионате мира среди юношей не старше 17 лет 2007 года, проходившем в Южной Корее. Барбарусес провёл на турнире все матчи группового этапа, а в двух из них с Англией и Бразилией выводил команду на поле в качестве капитана. Новозеландцы все матчи проиграли в сухую и заняли последнее место в группе. 19 ноября 2008 года Коста дебютировал за национальную сборную Новой Зеландии в матче Кубка наций ОФК 2008, являвшегося отборочным турниром к чемпионату мира 2010 года, со сборной Фиджи, выйдя на поле с первых минут и уступив на 69-й минуте место Крису Брайту. Следующий матч за сборную провел спустя два года 25 марта 2011 года с Китаем, завершившийся вничью 1:1.

## Достижения
- Чемпион Австралии: 2010/11

## Личная жизнь
Его старший брат Джордж Барбарусес также футболист, полузащитник клуба «Тим Веллингтон».

## Матчи за сборную
| # | Дата           | Место                                   | Соперник  | Результат | Турнир               |
| - | -------------- | --------------------------------------- | --------- | --------- | -------------------- |
| 1 | 19 ноября 2008 | «Черчилль Парк», Лаутока, Фиджи         | Фиджи     | 0:2       | Кубок наций ОФК 2008 |
| 2 | 25 марта 2011  | «Ухань Спорт Центр», Ухань, Китай       | Китай     | 1:1       | Товарищеский матч    |
| 3 | 2 июня 2011    | «Инвеско Филд эт Майл Хай», Денвер, США | Мексика   | 0:3       | Товарищеский матч    |
| 4 | 5 июня 2011    | «Аделаида-Овал», Аделаида, Австралия    | Австралия | 0:3       | Товарищеский матч    |